# Leptospermum namadgiensis
Leptospermum namadgiensis är en myrtenväxtart som beskrevs av Lyne. Leptospermum namadgiensis ingår i släktet Leptospermum och familjen myrtenväxter.
Artens utbredningsområde är New South Wales. Inga underarter finns listade i Catalogue of Life.